# Vance Provey
Vance R. Provey (* um 1955) ist ein US-amerikanischer Jazz- und Improvisationsmusiker (Trompete, Komposition, auch Schlagzeug).

## Leben und Wirken
Proveys, dessen Vater Bauingenieur war, ist mit Big-Band-Musik aus der Zeit seiner Eltern aufgewachsen; als Kind hörte er Musik von Louis Armstrong. Erst mit zwölf Jahren hatte er Gelegenheit Trompetenunterricht zu nehmen. Seit 1981 war er bei Bill Dixon am Bennington College tätig, angeblich nicht nur als Assistent, sondern auch als Artist in Residence; Aufnahmen mit den dort studierenden Whit Dickey und Spin Dunbar erschienen 2023 auf 1983 - Motifs 2023 (NHIC Records). Für ihn war die Arbeit mit Dixon in der Black Music Division des Bennington College ein wegweisender Einfluss. 1985 spielte er im Gunter Hampel New York Orchestra (Fresh Heat - Live at Sweet Basil) außerdem mit Musikern wie Butch Morris, Rhys Chatham und Borah Bergman.
Hauptberuflich arbeitete Provey lange Jahre in der Automobilindustrie und wurde erst im Ruhestand Vollzeitmusiker. Seitdem spielte er mit verschiedenen Bands in der Gegend um Newton, u. a. auch im Iridium Theatre sowie bei lokalen Shows für HealingNewtown und das Arts Festival. Außerdem arbeitete er mit den Ensembles Turbulence (Fluid Friction, 2021) und Leap of Faith (Revealing The Essence, 2021). Im Trio mit dem Gitarristen Bob Gorry und dem Schlagzeuger Paul Gunsberg entstand das Album Collective Expression (2020). Des Weiteren nahm er im Duo mit Eric Zinman das Album Poker Face/ Live at Gateway Arts Holyoke MA March 18 2022 auf. In den 2020er-Jahren trat er auch mit Jorrit Dijkstra, Nate McBride und Eric Rosenthal sowie mit Jeff Platz, Matt Crane, Joe Morris und Stephen Haynes auf. Ferner bildete er mit Joe Giardullo, Harvey Sorgen, Albey Balgochian und Eric Zinman das Vance Provey 5tet (+). Provey lehrte am Berklee College of Music. Er lebt in Sandy Hook, Connecticut.
Proveys Ansatz ist im Jazzidiom verwurzelt und verwendet starke melodische und rhythmische Ansätze, aber hauptsächlich in einem freieren improvisatorischen Raum.